# Antenski kabel
Antenski kabel služi povezovanju zunanje antene z radijskim oddajnikom, na primer routerjem WiFi. Služi za prenos signala od radijskega oddajnika na anteno in nazaj.
Antenski kabli so sestavljeni iz koaksialnega kabla in ustreznih (glede na konektor na anteni in konketor na radijskem oddajniku) konektorjev.
Treba se je zavedati, da daljši antenski kabel pomeni večje izgube pri prenosu signala, zato je po navadi bolje uporabiti krajši antenski kabel in postaviti radijski oddajnik bližje anteni, če je to seveda možno.
Obstajajo različni tipi kablov, za WiFi na primer H155, H500, H1000, ki se razlikujejo glede na debelino in s tem tudi glede na izgubo signala na meter njihove dolžine (debelejši imajo praviloma manj izgube, so pa dražji in bolj okorni). Glede na tip kabla je treba uporabiti tudi ustrezna konektorja.
Pri WiFi se uporabljajo kabli z upornostjo 50 ohmov.